# الن ویلیامز (بازیگر)
اَلن ویلیامز (انگلیسی: Alan Williams؛ زادهٔ ۱۹۵۴) بازیگر اهل بریتانیا است.
از فیلم‌ها یا برنامه‌های تلویزیونی که وی در آن نقش داشته است، می‌توان به بلوار لندن، همه یا هیچ، زندگی و مرگ پیتر سلرز، ورا دریک، پیترلو، تعدی بر ما و چرنوبیل اشاره کرد.